# Lorena Rivas
Lorena Rivas  es una periodista, locutora y presentadora argentina residente en España.

## Biografía
Licenciada en Periodismo y Locutora Nacional egresada de la Universidad Juan Agustín Maza. Trabaja en medios de comunicación desde 1993. Desarrolló su actividad profesional en Argentina en los dos grupos de empresas de multimedios de la región de Cuyo: en sus inicios trabajó para el Grupo Alonso participando en programas periodísticos en LV 10, luego siguió desarrollando su carrera profesional como locutora, periodista y presentadora en el Grupo América; allí condujo programas de radio en Radio Nihuil, FM Brava, FM Montecristo y en televisión en Canal 7 El Siete (Mendoza). 
Por otro lado también condujo ciclos de radio en Emisora Cooperativa, Red 101, LRA Radio Nacional de Argentina, Radio Libertador así como también en medios alternativos tales como FM UTN y Radio 2. Participó brevemente en la programación de Radio Disney Argentina.
Ha sido voz en off y presentadora del ciclo televisivo "TV Educa", una serie de programas auspiciados por el Ministerio de Educación (Argentina) y reconocido en el año 2005 con el premio Fund TV. ciclo audiovisual del Ministerio de Educación (Argentina). Uno de estos programas "Mendoza, Crónica de Nuestra identidad", fue elegido por FUND TV en 2005 como uno de los mejores cuatro documentales del país.
Desde 2007 desarrolla su actividad periodística y profesional en Barcelona, donde ha trabajado como dobladora, locutora, voice talent, presentadora de televisión, conductora de radio y docente. En 2011 publicó un libro de cuentos, "Ese tren de cuerda que se llama el corazón". Dirigió el medio digital Estado Público.com; actualmente trabaja como actriz de doblaje y locutora especializada en latino neutro para empresas de Europa, Estados Unidos y Latinoamérica.